# Heinrich Louis d'Arrest
Heinrich Louis d'Arrest (13 tháng 8 năm 1822 – 14 tháng 6 năm 1875; phát âm tiếng Đức: [daˈʁɛ] ) là một nhà thiên văn người Đức, sinh ra ở Berlin. Tên của ông đôi khi được gọi là Heinrich Ludwig d'Arrest.
| 76 Freia | 21 tháng 10 năm 1862 |

## Tiểu sử
Tổ tiên của Heinrich Louis D'Arrest là những người Pháp gốc Huguenot chạy sang Đức vào năm 1685 sau khi Sắc lệnh Nantes bị bãi bỏ. Cha của ông là kế toán cho thuộc địa Louis d'Arrest của Pháp.
D'Arrest học toán tại Đại học Berlin. Đồng thời, ông bắt đầu nghiên cứu thiên văn học và vì vậy vào ngày 9 tháng 7 năm 1844, ông đã quan sát được sao chổi giống Mauvais người Pháp, người đã nhìn thấy nó hai ngày trước đó. Vào ngày 28 tháng 12 năm 1844, ông phát hiện ra một sao chổi khác.
Năm 1845, ông trở thành trợ lý cho Johann Gottfried Galle tại Đài thiên văn Berlin (từ năm 1845 đến năm 1848). Ông tham gia vào cuộc tìm kiếm Sao Hải Vương do Johann Gottfried Galle tổ chức. Vào ngày 23 tháng 9 năm 1846, Galle và d'Arrest đã tìm kiếm trên bầu trời một cách có hệ thống thông qua những tính toán của nhà thiên văn học người Pháp Urbain Le Verrier, người đã tính toán vị trí của hành tinh dựa trên các nhiễu loạn quỹ đạo của Sao Thiên Vương. Sao Hải Vương được phát hiện cùng đêm đó.
Năm 1848, d'Arrest làm việc tại Đài thiên văn Leipzig. D'Arrest tập trung vào nghiên cứu các tinh vân. Ông đã quan sát vị trí của hơn 2000 tinh vân (trong đó có 500 tinh vân là do d'Arrest phát hiện). Vào năm 1851, Ông cũng đã phát hiện được một sao chổi và được mang tên ông (chính thức được định danh là 6P/d'Arrest). Ông cũng nghiên cứu các tiểu hành tinh, phát hiện ra 76 Freia, các tinh vân và thiên hà, phát hiện ra NGC 1 vào năm 1861 và NGC 26 và NGC 358 vào năm 1865.
Năm 1864, D'Arrest đã thực hiện một cuộc tìm kiếm không thành công cho vệ tinh Sao Hỏa, và ấn định một giới hạn trên 70 phút là khoảng cách từ Sao Hỏa mà trong đó một vệ tinh cần được tìm kiếm.
Ông đã giành được Huy chương vàng của Hội Thiên văn Hoàng gia năm 1875.
Vào ngày 4 tháng 11 năm 1851, ông kết hôn với Auguste Emilie Möbius, con gái của nhà thiên văn học và toán học August Ferdinand Möbius.  Ông mất ở Copenhagen, Đan Mạch.
Tên ông được đặt cho một miệng núi lửa trên Mặt Trăng, một miệng núi lửa trên vệ tinh Phobos của Sao Hỏa và tiểu hành tinh 9133 d'Arrest.

### Cáo phó
- AN 86 (1875) 63/64[liên kết hỏng] (một đoạn, bằng tiếng Đức)
- MNRAS 36 (1876) 155